# الصخور الجليدية

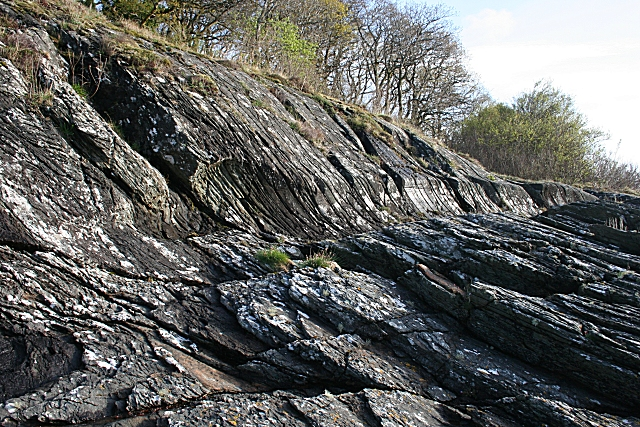

الصخور الجليدية (بالانجليزية: Glaciated rock) هي الصخور التي تظهر أدلة على مكانها قد تعرض لنهر جليدي، أهم مايميز هذه الصخور بأن لديها تصدعات أو خدوش عميقة، كان السبب في وجودها الحطام الذي يحمله النهر الجليدي من قبل الجليد نفسه، قد تكون الصخور الجليدية صخور جليدية كاذبة (بالإنجليزية: Glacial erratic)، وهذه الصخور لا تنتمي إلى الصخور الجليدية المحلية، ولكنها استقرت بعد أن تم نقلها إلى المكان الجديد من الجبل الجليدي.
وحيث أن النهر الجليدي في الوقت الحاضر في تراجع كبير، يمكن قياس مداه السابق قبل توزيع الصخور الجليدية، وتكمن الأهمية الكبيرة في الصخور الجليدية في أي منطقة في أنها كانت تحت الجليد في مرحلة ما من الزمن، وبناءً على هذه الأدلة العلمية فقد استنتج العلماء على أن هناك دليل قوي على أن المملكة العربية السعودية كانت ذات يوم مغطاة بالجليد.